# Christiern Morsing
Christiern Thorkelsen Morsing, född 1485 på ön Mors, död den 27 juli 1560, var en dansk lärd.
Christiern Morsing tillbringade många år vid utländska universitet, blev 1519 rektor vid Köpenhamns lärda skola, sändes 1520 till Wittenberg för att hämta reformatorn Martin Reinhardt till Danmark och utnämndes 1521 till professor vid universitetet i Köpenhamn. År 1523, då Fredrik I blivit kung, reste Christiern Morsing ånyo till utlandet och stannade där (med undantag av åren 1529–1531) ända till 1537, då han hemkallades för att medverka till universitetets återupprättande samt blev dess förste rektor och 1544 dess vice kansler. Christiern Morsing ansågs vara en mycket lärd man såväl i medicin som i matematik.